# María Lar
María del Pilar Asensio Revilla, más conocida como María Lar es una escritora y música española. Escribió más de 50 novelas rosas publicadas entre 1951 y 1963.

## Obras
- Entre dos caminos	(1951)
- La señora Maraber	(1951)
- María Séptima	(1951)
- Celinda	(1952)
- Conozco tu secreto	(1952)
- Quinita cascabel	(1952)
- Tu mundo y el mio	(1952)
- Tules blancos	(1952)
- Cautivadora	(1953)
- Dos perlas	(1953)
- La niña bonita	(1953)
- La otra prisión	(1953)
- Mademoiselle Mama	(1953)
- Si no anocheciera…	(1953)
- Y la leyenda sigue	(1953)
- Dueño y señor	(1954)
- En un rinconcito	(1954)
- La dicha imaginada	(1954)
- La esposa del Diablo	(1954)
- Pecado de amor	(1954)
- Candorosa	(1955)
- Diamantina	(1955)
- El marido de mármol	(1955)
- Tres desengañadas	(1955)
- ¡Sólo a ti!	(1956)
- Adorablemente fiel	(1956)
- Cita sentimental	(1956)
- La joya de Alcor	(1956)
- Nueve latidos	(1956)
- Tú no eres una extraña	(1956)
- Una mujer que ama	(1956)
- La sombra del amor	(1957)
- Un día para soñar	(1957)
- Los hombres que me amaron	(1958)
- Noche sin huella	(1958)
- Buenas noches, Celina	(1959)
- Las llaves de mi reino	(1959)
- Los otros celos	(1959)
- Su último éxito	(1959)
- Desde aquel secreto	(1960)
- Tu culpa y la mía	(1960)
- Desde otra frontera	(1961)
- La ráfaga y la sombra	(1961)
- Mi corazón no está en venta	(1961)
- Te creé para mi	(1961)
- Flores para Mauricio	(1962)
- Juguetes	(1962)
- Yo he sido señora	(1962)
- La puerta entornada	(1963)
- Un recuerdo de París	(1963)